# Peter Terryn
Peter Terryn is een Belgische anarchistisch en communistisch politiek activist die zich bedient van de titel "minister van Agitatie". Terryn organiseerde talloze betogingen en acties, vaak met een gewild absurde inslag.

## Levensloop
In 1994 lag hij mee aan de basis van de Belgische Cannabis Consumenten Bond (BCCB).
Eind jaren 90 was Terryn actief in de Antwerpse vzw weik, een centrum voor randgroepjongeren.
In 2003 was Terryn anderhalve week kabinetsmedewerker van toenmalig staatssecretaris voor Ontwikkelingssamenwerking Eddy Boutmans. Hij werd er aan de deur gezet nadat hij op zijn persoonlijke website beledigingen had gepost tegen het koningshuis en buitenlandse staatshoofden, en omdat hij de terroristische aanslagen op 11 september 2001 van een "onwaarschijnlijke [esthetische] schoonheid" had genoemd.
Datzelfde jaar kreeg hij een voorwaardelijke gevangenisstraf van vier maanden en een geldboete wegens weerspannigheid en vandalisme omdat hij enkele auto's had beschadigd.
In september 2015 verspreidde hij via Facebook een oproep om hulpgoederen in te zamelen voor transmigranten die in een barakkenkamp wonen in het Franse Calais, waarna in Vlaanderen een vijftiental inzamelpunten werden ingericht die in totaal zo'n 20 wagens met hulpgoederen verzamelden. Met schrijver Jeroen Olyslaegers lanceerde hij de oproep aan om door Pukkelpopgangers achtergelaten tentjes en ander materiaal te verzamelen voor de vluchtelingen. De eerste levering van de goederen draaide uit op een chaos nadat het konvooi werd overrompeld door transmigranten. Desondanks werden nog nieuwe konvooien georganiseerd.
Op 30 mei 2016 riep Terryn op de spoorwegen te blokkeren. Hij verspreidde via Facebook een handleiding om het spoorverkeer te doen onderbreken. Spoorbeheerder Infrabel diende een klacht in tegen Terryn. In januari 2019 werd Terryn hiervoor veroordeeld. In beroep werd hij vrijgesproken.
Naar aanleiding van hoge energieprijzen startte Terryn in september 2022 een campagne met de naam "Wij betalen niet". Deze campagne volgde op de "Don't Pay" beweging die drie maanden eerder in het Verenigd Koninkrijk ontstaan was. Via de bijhorende site wijbetalenniet.be werden enkele eisen aan de overheid geformuleerd, waaronder een afschaffing van btw op energie, en de nationalisering van de energiesector.